# Kali Sikaran
Kali Sikaran är en filippinsk kampsport, inriktad på självförsvar, och ingår i Kali-familjen av kampsporter. Den utövas i ett stort antal länder över hela världen, däribland Sverige. 

## Definition
Sikaran kommer från roten sikad som betyder sparka på språken tagalog, kapampangan (till exempel sikaran daka - "jag kommer att sparka dig"), liksom på cebuano (till exempel "sikaran tika").